# Загорна (Слободзейський район)
Загорна (рос. Загорное; рум. Zahorna) — село в Слободзейському районі в Молдові (Придністров'ї). Входить до складу Кіцканської сільської ради. Згідно з законодавством Республіки Молдова, входить до складу Каушенського району і входить до комуни з центром у селі Кіцкань. 

## Географія
Село розташоване в західній частині району на правому березі річки Дністер, при впадінні річки Ботни. Село розташоване за 22 км від райцентру і за 11 км від залізничної станції Тирасполь.